# Walter Pelletti
Wálter Luis Peletti Vezzoso (Fray Bentos, 31 de maig de 1966) és un exfutbolista uruguaià, que ocupava la posició de davanter.
Va militar en diversos equips de l'Uruguai i Xile. A la lliga espanyola va recalar al CE Castelló i posteriorment va formar amb diversos conjunts argentins, com ara Huracán, Banfield o Argentinos Juniors.
Va ser internacional per l'Uruguai en 15 ocasions, tot marcant dos gols. Va participar en les Copes Amèrica de 1987 i de 1993.